# El Hamadia (distrito)
El Hamadia é um distrito localizado na província de Bordj Bou Arreridj, Argélia, e cuja capital é a cidade de mesmo nome, El Hamadia.[carece de fontes?]

## Municípios
O distrito está dividido em quatro comunas:
- El Hamadia
- El Ach
- Ksour
- Rabta